# Promise Island, British Columbia
Promise Island är en ö i Kanada.   Den ligger i North Coast Regional District och provinsen British Columbia, i den sydvästra delen av landet, 3 900 km väster om huvudstaden Ottawa. Arean är 14 kvadratkilometer.
Terrängen på Promise Island är lite kuperad. Öns högsta punkt är 575 meter över havet. Den sträcker sig 6,1 kilometer i nord-sydlig riktning, och 3,6 kilometer i öst-västlig riktning.
Trakten runt Promise Island är nära nog obefolkad, med mindre än två invånare per kvadratkilometer. Inlandsklimat råder i trakten. Årsmedeltemperaturen i trakten är 2 °C. Den varmaste månaden är juli, då medeltemperaturen är 12 °C, och den kallaste är november, med −4 °C.